# Crestbank-Klasse
Die Crestbank-Klasse war eine Baureihe von Mehrzweck-Stückgutschiffen der britischen Reederei Bank Line.

## Einzelheiten
Der Schiffstyp war von William Doxford & Sons auf der Basis der Doxford Liner B-Entwurfs entwickelt worden und besaß ähnliche Abmessungen, wie die Bank-Schiffe der Fleetbank-Klasse, war aber etwa 1,6 Meter breiter. Das Typschiff Crestbank und deren Schwesterschiff Fenbank wurden 1978 als Baunummern 7 und 8 der neuen Pallion-Werft von Sunderland-Shipbuilders gebaut.
Die Schiffe hatten etwa drei Viertel achtern über der Maschinenanlage angeordnete Aufbauten und fünf Laderäume mit einem Rauminhalt von 24.975 m³ (Schüttgut) und 22.517 m³ (Stückgut). Die Lukendeckel der insgesamt sieben Ladeluken bestanden abweichend vom damaligen Standard aus Erman's Luken, deren Segmente schneckenförmig aufgerollt wurden. Vier Laderäume waren vor dem Deckshaus, ein Laderaum hinter dem Deckshaus angeordnet. Die Schiffe verfügten über eigenes Ladegeschirr.
Als Antrieb diente ein Doxford Sechszylinder-Zweitakt-Dieselmotor, der direkt auf den Festpropeller wirkte. Der Motor hatte eine Leistung von knapp 9000 Kilowatt und erlaubte eine Geschwindigkeit von rund 16 Knoten. Die Bordenergie wurde durch drei Hilfsdiesel mit jeweils 450 Kilowatt Leistung bereitgestellt.

## Die Schiffe
| Crestbank | 7 | 7523922 | April 1978  | 1986 Tamathai, 1987 Northman, 1988 Tamamima, 2005 Berga, 2006 Novanoor, am 20. Februar 2010 zum Abbruch in Gadani gestrandet |
| Fenbank   | 8 | 7523934 | August 1978 | 1984 Venetico, 1993 Dimitrakis, ab 13. Oktober 1999 in Alang verschrottet                                                    |